# Panzerwurfmine
La Panzerwurfmine (« mine à lancer pour blindé »), en abrégé PWM 1, est une grenade à main antichar utilisée par les forces allemandes lors de la Seconde Guerre mondiale. La version L ou lang (« longue ») est reconnaissable à son empennage dépliable en tissu. Distribuée aux troupes terrestres de la Luftwaffe à partir de la mi-1943, sa charge creuse peut percer jusqu'à 150 mm de blindage en conditions idéales. Les deux modèles de panzerwurfmine (L) (lang) et Kz (kurz)) se montreront d'une portée et d'une précision moindre que les panzerfäuste contemporains.

## Description
Comme les autres grenades antichars manuelles telles les Type 3 japonaises ou les RPG-43 soviétiques, les panzerwurfminen utilisent un empennage flexible destiné à assurer une trajectoire balistique correcte jusqu'à la cible, les charges creuses devant heurter perpendiculairement le blindage face à la tête ogivale. 
À la base de la panzerwurfmine lang, quatre ailettes triangulaires assurent la stabilité du « vol » ; elles sont maintenues fermées par le bouchon-goupille sur le manche en bois. La tête offensive emprunte son dessin au panzerfaust ; d'un diamètre de 11,4 cm, elle accueille une charge explosive de 500 g détonant à l'impact,. Chaque grenade est estampillée d'un « PWM 1(L) ».
La panzerwurfmine kurz (PWM 1 (L) kz, le « 1 » correspondant au poids) pèse 1 kg pour une longueur de 330 mm. Son ogive est la même que celle du modèle lang, sa stabilisation étant dorénavant assurée par un ruban de tissu.
Une grenade d'exercice, la übungspanzerwurfmine 1 (L) kz (Ub), fut créée pour l'entrainement.

## Utilisation
La première version, lang, est introduite en mai 1943. 203 800 exemplaires en sont construits cette année-là. Le modèle kurz apparait à la mi-1944.
La création de la panzerwurfmine répond à une demande de la Luftwaffe pour doter ses troupes au sol d'une arme antichar individuelle plus performante que les précédents engins sollicités (GG/P 40 et panzerhandmine). Ses capacités antichars sont théoriquement appréciables : la charge HEAT est aussi efficace que les mines magnétiques, dangereuses pour le servant, et que le premier modèle de panzerfaust, à la portée similaire. Néanmoins, il apparait rapidement que le lancement manuel de la grenade ne donne qu'une précision des plus aléatoires, et la charge ne frappe que rarement sa cible sous un angle de 90°, diminuant ainsi son efficacité. La pénétration théorique est toutefois encore de 130 mm à 60°, valeur suffisante contre la plupart des blindés ennemis. La mise en service des panzerfäuste plus performants en termes de portée, précision et performances antichars achève de discréditer la panzerwurfmine, même allégée en version « courte ». Elle conserve toutefois l'avantage d'une portabilité aisée, d'une bonne discrétion lors du lancement, et d'une trajectoire balistique courbe qui lui permet d'exploser éventuellement sur les surfaces supérieures horizontales des chars, moins épaisses.
Les panzerwurfminen se lancent comme les grenades à manche, en tenant la base empennée de la grenade, l'embout de sécurité et de maintien étant dévissé. Lors de la projection, les empennages métalliques des ailettes du modèle « long » se déploient avec un ressort ; un ruban de tissu (stabilisierungsband) se déroule pour le modèle « court », à la façon de la RPG-43.